# Kardinals-Gladiole
Die Kardinals-Gladiole (Gladiolus cardinalis) ist eine Pflanzenart aus der Gattung der Gladiolen (Gladiolus) in der Familie der Schwertliliengewächse (Iridaceae). Sie ist eine der Elternarten der Garten-Gladiole (Gladiolus × hortulanus).

## Merkmale
Die Kardinals-Gladiole ist eine ausdauernde krautige Pflanze, die Wuchshöhen von 60 bis 115 Zentimeter erreicht. Als Überdauerungsorgane bildet dieser Geophyt kugelige Knollen mit etwa 12 bis 18 mm Durchmesser. Der Stängel ist unverzweigt. Die fünf bis neun wechselständig und zweizeilig am Stängel verteilten Laubblätter sind einfach, lang, schwertförmig, parallelnervig, 40 bis 45 Zentimeter lang und etwa 1 bis 2,1 Zentimeter breit. Der Blattrand ist glatt.
Es wird ein endständiger, unverzweigter, ähriger Blütenstand gebildet, der zwei bis zu 6 cm lange Tragblätter und meist acht bis elf (selten bis zwölf) Blüten enthält. Die nachts nach Nelken duftende, ungestielte, zwittrige, dreizählige Blüte ist stark zygomorph. Die Blütenröhre ist etwa 8 cm lang. Es sind zwei mal drei verschiedengestaltige Blütenhüllblätter vorhanden, sie sind rosa bis purpurn. Die unteren Blütenhüllblattzipfel haben einen rhombischen, schwarzen Mittelfleck. Die oberen Blütenhüllblattzipfel sind schwach helmförmig, die anderen sind ausgebreitet. Es ist nur der innere Kreis mit drei freien, fertilen Staubblättern vorhanden, denn sie stehen dem äußeren Blütenhüllblättern gegenüber und ragen nicht aus der Blütenröhre heraus, mit der sie an der Basis verwachsen sind. Drei Fruchtblätter sind zu einem unterständigen Fruchtknoten verwachsen. Der Griffel endet in drei Narben. Die Blütezeit reicht meist von Juni bis Juli.
Die dreifächerige Kapselfrucht weist eine Länge von 18 bis 27 mm auf und enthält viele Samen.
Die Chromosomenzahl beträgt 2n = 52.

## Vorkommen
Die Kardinals-Gladiole kommt in Südafrika in der westlichen Kap-Provinz vor.

## Nutzung
Die Kardinals-Gladiole wird selten als Zierpflanze genutzt.